# ولیمیر خلبنیکوف
ویکتور ولادیمیرویچ خلبنیکوف (Viktor Vladimirovich Khlebnikov)، با تخلص ولیمیر خلبنیکوف (Velimir Khbbnikov روسی: Велими́р Хле́бников؛ (۹ نوامبر [سبک قدیمی: ۲۸ اکتبر] ۱۸۸۵–۲۸ ژوئن ۱۹۲۲)، شاعر و نمایشنامه نویس روسی و از فعالان اصلی جنبش آینده‌نگر روسیه بود، که اثر و تأثیر وی فراتر از آن رفت. رومن یاکوبسون، زبان‌شناس تأثیرگذار، از خلبنیکوف به عنوان «بزرگترین شاعر جهان در قرن بیستم» نام برد.